# خارطوم (فیلم)
خارطوم (انگلیسی: Khartoum) یک فیلم جنگی به کارگردانی «بِیزیل دی‌یردن» است که در سال ۱۹۶۶ ساخته شد. این فیلم براساس داستان واقعی سقوط خارطوم، در پی حمله قبایل شورشی به رهبری محمد احمد المهدی و قتل ژنرال گوردون، حاکم بریتانیایی حکومت مشترک بریتانیایی-مصری بر سودان، ساخته شد. قتل ژنرال گوردون، نقطه عطف مهمی در تاریخ استعمار بریتانیا محسوب می‌شود.

## بازیگران
- لارنس الیویه
- چارلتون هستون
- رالف ریچاردسون
- الکساندر ناکس
- یانگ گرین
- پیتر آرن
- رالف مایکل
- ضیاء محی‌الدین
- آلن تیلورن
- داگلاس ویلمر
- ادوارد آندرداون
- هیو ویلیامز
- جانی سِکا
- مایکل هوردرن
- ریچارد جانسون
- جروم ویلیس